# Zračna luka Portorož
Zračna luka Portorož (slovenski: Letališče Portorož) (IATA: POW, ICAO: LJPZ), je najmanji od triju međunarodnih zračnih luka u Sloveniji. Nalazi se u blizini sela Sečovlje, 6 km južno od Portoroža i manje od 300 m (980 ft) od hrvatske granice. Zračna luka je otvorena 27. rujna 1962. godine. 
Osim Portorožu, aerodrom služi i nizu drugih turističkih destinacija u regiji, uključujući Piran, Izolu, Kopar u Sloveniji i Umagu u Hrvatskoj. Zračna luka je namijenjena za putnički i teretni promet, sportske, turističke i poslovne letove. 